# Ron Wynn
Ron Wynn é um crítico de música, escritor e editor do Allmusic. Wynn foi editor da primeira edição da All Music Guide to Jazz (1994), e entre 1993 e 1994 serviu como editor de jazz e rapp da All Music Guide. Wynn é ex-editor da New Memphis Star e ex-crítico de jazz e pop dos jornais Connecticut Post e The Commercial Appeal. Wynn também contribuiu em várias publicações como Billboard, The Village Voice, Creem, Rock & Roll Disc, Living Blues, The Phoenix, e Rejoice. É autor de The Tina Turner Story. Wynn tem contribuído em diversos encartes de álbuns. Seu encarte de The Soul of Country Music recebeu uma indicação ao Grammy em 1998.